# Semiostrovskij Reid
Semiostrovskij Reid (rus. Семиостровский Рейд – Sidrište sedam otoka) je tjesnac u Rusiji koji razdvaja sjeverni dio otočja Sedam otoka od obale poluotoka Kola.
Cijeli tjesnac je uključen u Rezervat prirode Kandalakša.